# Walton, Milton Keynes
Walton är en civil parish i kommunen Milton Keynes i Storbritannien. Den ligger i grevskapet Buckinghamshire och riksdelen England, i den södra delen av landet, 70 km nordväst om huvudstaden London. Walton ligger vid sjön Caldecotte Lake.